# بيوكومبيناتا
بيوكومبيناتا (بالروسية: Биокомбината) هي مدينة في مقاطعة موسكو أوبلاست في روسيا. يبلغ عدد سكانها حوالي 4690 نسمة.